# Nowy Tomyśl
Nowy Tomyśl (in tedesco fino al 1878 Neutomysl, poi Neutomischel) è un comune urbano-rurale polacco del distretto di Nowy Tomyśl, nel voivodato della Grande Polonia.
Ricopre una superficie di 185,89 km² e nel 2004 contava 24 033 abitanti.